# Mecanoterapia
La mecanoterapia es una disciplina que se engloba dentro de la fisioterapia y se define como el arte y la ciencia del tratamiento de distintas enfermedades y lesiones, mediante ingenios mecánicos.
Aplicada desde la antigüedad, y desarrollada en tiempos modernos por Gustav Zander, la mecanoterapia utiliza una gran variedad de aparatos e ingenios, como mesas de manos, ruedas, jaulas con sistema de pesos y poleas, tracciones, tabla de pedales, etc.
Se utiliza fundamentalmente en la rehabilitación física de enfermos y lesionados.
La mecanoterapia es una prescripción médica y debe ser exclusivamente pautada por un fisioterapeuta para garantizar la eficacia del tratamiento.